# 1988년 OB 베어스 시즌
1988년 OB 베어스 시즌은 OB 베어스가 KBO 리그에 참가한 7번째 시즌이다. 김성근 감독이 팀을 이끈 마지막 시즌이며, 김광수가 주장을 맡있다. 팀은 7팀 중 전기리그 3위, 후기리그 공동 5위, 통합 5위에 그쳐 포스트시즌 진출에 실패했는데 주축타자 김형석이 부상으로 극심한 부진에 시달린 데다  원년멤버 박철순이 시즌 전 광고 촬영 중 아킬레스건이 끊어져 한 경기도 출전하지 못한 게 컸다.

## 타이틀
- 노히트노런 : 장호연 (3호)
- 올스타 선발 : 윤석환 (투수), 신경식 (1루수), 박종훈 (외야수)
- 올스타전 추천선수 : 계형철, 김진욱, 한오종, 김경문
- 컴투스프로야구 80년대 OB 베어스 라인업: 송재박 (3루수)
- 출장(타자) : 김광수 (108)
- 희생타 : 김광수 (16)
- 출장(투수) : 윤석환 (40)
- 구원등판 : 윤석환 (39)
- 마무리등판 : 윤석환 (32)
- 승률 : 윤석환 (0.813)
- 세이브포인트 : 윤석환 (27)
- 선발 GSC : 김진욱 (5월 24일 MBC전, 94)

## 선수단
- 선발투수 : 최일언, 계형철, 한오종, 장호연, 하창우
- 구원투수 : 황태환
- 마무리투수 : 윤석환, 김진욱, 이상훈, 김강익, 박상열
- 포수 : 김경문, 김호근, 박현영, 조범현
- 1루수 : 신경식
- 2루수 : 김광수
- 유격수 : 이복근, 유지훤
- 3루수 : 이승희, 구천서
- 좌익수 : 양세종, 박노준
- 중견수 : 김광림, 김영균, 안대환
- 우익수 : 송재박, 김명구, 윤동균, 김형석
- 지명타자 : 길홍규, 박종훈, 김원식, 최동창, 김용희, 서일권, 구재서, 임채섭

## 여담
- 한오종은 올스타전에 구원등판했으나 0이닝 1실점을 기록하고 강판되었다. 올스타전에서 나온 단일 투수 0이닝 투구는 이때가 KBO 리그 역대 최초였다.
- 계형철은 이 시즌에 구단 사상 최초로 OB 베어스 소속으로 통산 1000이닝을 달성했다.
- 윤석환은 세이브 2위였으나, 구원승만 13번을 기록하여 세이브포인트 1위로 구원왕에 올랐다. 이는 KBO 리그 역대 구원왕 중 세이브 1위가 아닌 최초의 사례다.
- 최일언은 이 시즌 홈런을 한 개도 맞지 않아, KBO 리그 사상 규정 이닝을 채운 선수 중 단일 시즌 무피홈런을 기록해 본 유일한 선수로 남아 있다.
- 송재박은 1980년대 KBO 리그 용병 타자 단일 시즌 최고 WAR 기록을 세웠다.

## 같이 보기
- 1989년 OB 베어스 시즌